# کیریسوته گومن
کیری سوته گومن (斬捨御免)، به معنای واقعی کلمه به عنوان «مجوز بریدن و رها کردن (جنازه قربانی)»  ترجمه می‌شود. یک عبارت ژاپنی در مورد سنت تاریخ ژاپن «حق ضربه زدن» است: حق سامورایی برای ضربه زدن و کشتن بالقوه با شمشیر هرکسی از چهار شغل که شرف آنها را به خطر انداخته است. این حق در سال ۱۸۷۶ در جریان بازسازی میجی لغو شد، زمانی که طبقه سامورایی توسط دولت امپراتوری از حقوق خود محروم شد.

## شرایط

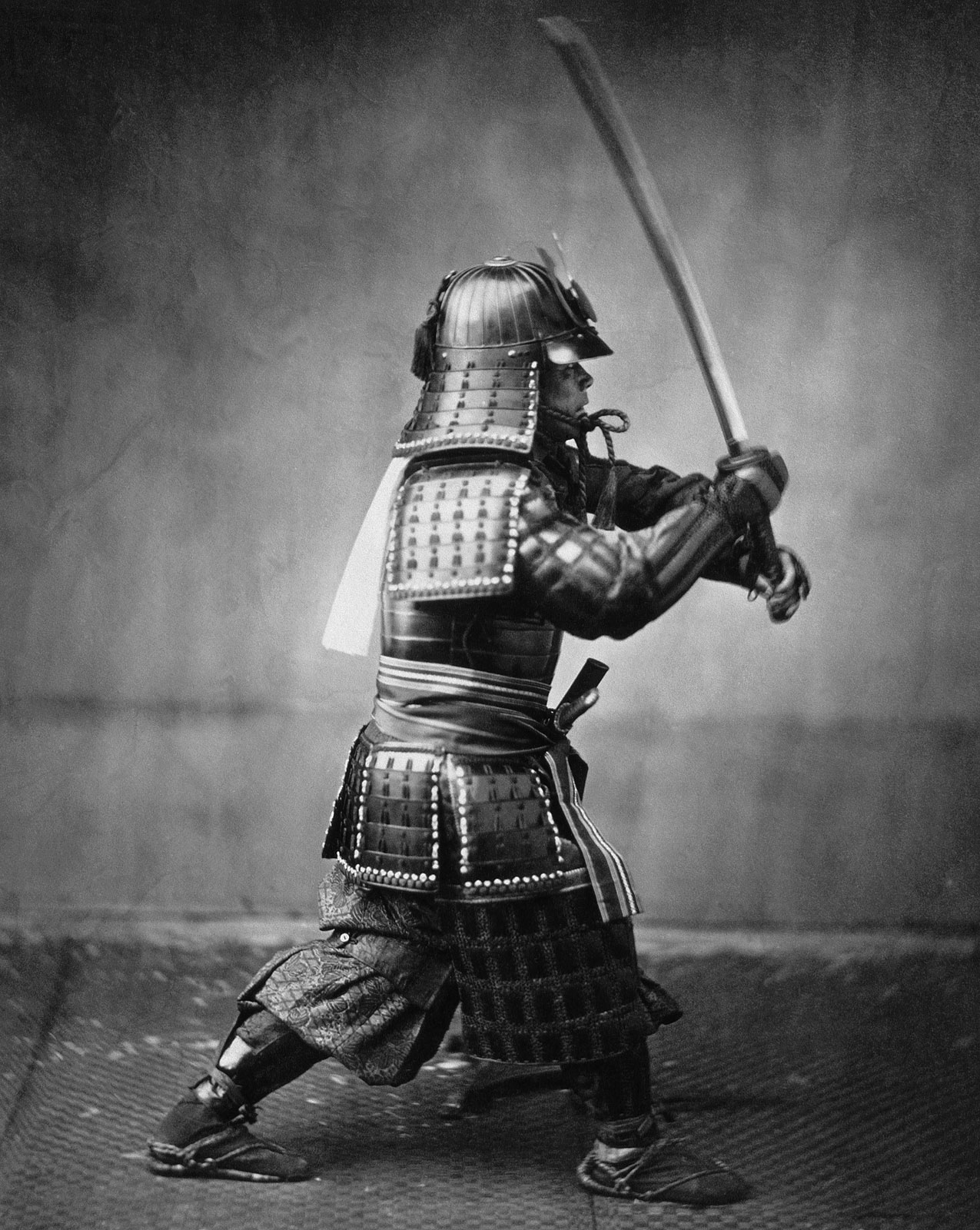
سامورایی زره‌پوش با دایشو، حدود ۱۸۶۰

از آنجا که این حق به عنوان شکلی از دفاع شخصی تعریف می‌شد، «کیری-سوته گومن» مجموعه‌ای از قوانین سختگیرانه داشت. ضربه باید بلافاصله پس از تخلف وارد می‌شد، به این معنی که مهاجم نمی‌توانست به دلیل شکایت قبلی یا پس از گذشت مدت زمان قابل توجهی به کسی حمله کند. همچنین، با توجه به اینکه حق دفاع از خود است، اگر ضربه با موفقیت وارد شده بود، زدن تیر خلاص مجاز نبود. هر کسی که در سمت دریافت‌کننده ضربه قرار داشت، حق داشت با «واکیزاشی» از خود دفاع کند، وضعیتی که بیشتر در مورد اعمال حق توسط یک سامورایی بالاتر در برابر یک سامورایی پایین‌تر رایج بود، زیرا آنها همیشه «واکیزاشی» را حمل می‌کردند.
بعضی از مشاغل، مانند پزشکان و ماماها، اهداف واجد شرایط برای «کیری-سوته گومن» در حین کار یا رفتن به محل کارشان نبودند، زیرا شغل آنها اغلب مستلزم آن بود که مرزهای شرافت را جابجا کنند. این استثنا "مجوز برای عبور اول" (torinuke gomen) نامیده شد.
در هر صورت، سامورایی که این عمل را انجام می‌داد، باید ثابت می‌کرد که عملش درست بوده است. پس از هدف قرار دادن قربانی، کاربر موظف بود حادثه را به یک مقام دولتی نزدیک گزارش دهد، روایت خود از حقایق را ارائه دهد و حداقل یک شاهد که آن را تأیید کند، ارائه دهد؛ از او انتظار می‌رفت که به عنوان نشانه‌ای از پشیمانی، ۲۰ روز آینده را در خانه بگذراند. آخرین شرط حتی پس از صدور حکم به نفع متهم نیز اعمال می‌شد، اگرچه مشخص نیست که در صورتی که قتل توسط وکیل انجام شده باشد، آیا در مورد عامل فیزیکی مرگ یا مافوق او نیز اعمال می‌شد. علاوه بر این، آلت قتاله می‌توانست در صورت لزوم تحقیق یا به عنوان هشداری برای قتلی که توجیه ضعیفی داشت، مصادره شود و تنها پس از ۲۰ روز پس داده می‌شد.
انجام «کیری-سوته گومن» بدون توجیه به شدت مجازات می‌شد. فرد خاطی ممکن است از شغلش اخراج شود و حتی ممکن است اعدام شود یا مجبور به ارتکاب «هاراکیری» شود. اگر اموال و عناوین او از میراثش حذف شود، خانواده‌اش نیز تحت تأثیر قرار خواهند گرفت.